# Местная работа
Местная работа — комплекс мероприятий по организации перевозочного процесса, связанных с выполнением грузовых операций.
Местная работа, проводимая на участке, сводится:
- к выполнению плана погрузки и норм выгрузки вагонов;
- развозу вагонов под погрузку и выгрузку на станциях, сбору, формированию и отправлению со станций погруженных и выгруженных вагонов;
- организации движения поездов, обеспечивающих выполнение грузовых операций на станциях.

## Описание
Размеры участковой местной работы определяются планами погрузки и перевозки на станциях, отделениях и дорогах, а также регулировочными заданиями, предусматривающим и обеспечение этих подразделений порожними вагонами для погрузки или отправления их после выгрузки.
Местная работа осуществляется участковыми, сборными, вывозными и передаточными поездами с локомотивами (поездными, диспетчерскими, маневровыми) промежуточных станций.
Выбор целесообразных способов организации местной работы зависит от общего объёма работы участка и отдельных станций, числа станций, выполняющих грузовые операции, норм времени на выполнение этой работы, протяжённости участка, весовых норм и норм скорости движения поездов.

## Оценка эффективности
Для оценки эффективности организации местной работы служат следующие технико-экономические показатели:
- затраты вагоно-часов на станциях и в пути следования при продвижении вагонов участковыми, сборными, вывозными и передаточными поездами и диспетчерскими локомотивами;
- затрата локомотиво-часов при движении с вагонами и в резервном пробеге, а также при нахождении на промежуточных станциях поездных и маневровых локомотивов (в том числе диспетчерских);
- необходимый парк локомотивов;
- продолжительность непрерывной работы локомотивных и поездных бригад;
- эксплуатационные расходы, складывающиеся из затрат на передвижение вагонов и локомотивов и стоимости маневровой работы на промежуточных станциях и станциях формирования сборных, вывозных и участковых поездов.

## Местная работа на станции
Местные работы, производимые на станции, включают начальные и конечные операции процесса перевозок по дороге, то есть погрузку и выгрузку грузов.
К местным вагонам, с которыми на станции выполняют эти операции, относятся вагоны:
- прибывшие на станцию в гружёном состоянии и отправляемые в порожнем;
- поступившие под погрузку в порожнем состоянии;
- участвующие в сдвоенных операциях (выгрузка и вновь погрузка);
- сборные, прибывшие под грузосортировку.

На станциях со значительными размерами местной работы оперативное руководство маневровой работой осуществляет маневровый диспетчер. Для контроля маневровой и грузовой работы маневровый диспетчер во время дежурства ведёт график исполненной работы.
Основными показатели местной работы станции (кроме числа погруженных и выгруженных вагонов) являются простой местного вагона на станции и коэффициент сдвоенных операций, определяющий среднее число грузовых операций, выполняемых с одним местным вагоном.